# Kadir Has-universiteit
De Kadir Has-universiteit (Khas) is een universiteit in Turkije, gevestigd in Istanboel. De universiteit werd opgericht in 1997 en vernoemd naar de Turkse industrieel en filantroop Kadir Has, de hoofdsponsor van de universiteit.
De hoofdcampus van de universiteit is gelegen aan de Gouden Hoorn. Het centrale gebouw stamt uit 1884 en was oorspronkelijk een tabaksfabriek. Na bijna zeventig jaar dienst werd de fabriek gesloten en viel het gebouw in verval. Pas in de late jaren 90 kwam de Kadir Has Foundation met het idee om dit verlaten fabrieksgebouw om te bouwen tot een universiteit. Na vier jaar restauratie werd de universiteit officieel geopend op 30 december 2002. In 2003 won de Kadir Has-universiteit de Europa Nostra Award voor de restauratie van dit historische gebouw. De universiteit is regelmatig de gastlocatie van internationale conferenties.
De universiteit telt zeven faculteiten: Ingenieurswetenschappen, Economische Wetenschappen, Bestuurswetenschappen, Rechten, Letteren, Communicatiewetenschappen en Schone
Kunsten.